# Demian
Demian: berättelsen om Emil Sinclairs ungdom eller bara Demian är en bildningsroman av Hermann Hesse, som utgavs 1919. Den handlar till stor del om den svåra uppgiften att finna sig själv.

## Handling och teman
Boken är berättad i jag-form, och bokens jag är Emil Sinclair, en pojke som går i en typisk folkskola. Han är konstnärligt lagd, känslig och utsatt för översittare. Han får kontakt med en äldre pojke, Demian, som visar sig vara annorlunda än de andra pojkarna och ha ovanliga förmågor. Han hjälper Emil att komma till rätta med översittarna och blir under en period hans läromästare. 
Teman som boken bland annat tar upp är hur man finner sig själv, den eviga kamp mellan gott och ont som en människa för, nonkonformism, existentiell kris, längtan till barndomen och fruktan för att bli vuxen, arketyper. Romanen tar också upp den gamla myten om guden Abraxas.

## Svenska översättningar
- Demian: berättelsen om Emil Sinclairs ungdom (översättning Maja Mikander, Bonniers/Aldus, 1971)
- Demian (översättning Erik Ågren, Bakhåll, 2006) ISBN 91-7742-248-1